# Ron Rinehart
Ron Rinehart (Norwalk, 25 gennaio 1965) è un cantante statunitense, voce del gruppo thrash metal californiano Dark Angel.
Entrò nel gruppo nel 1987, prendendo il posto di Don Doty, primo cantante e uno dei membri fondatori del gruppo. A differenza della maggior parte dei cantanti thrash metal che usano un tono di voce urlato e graffiante (ma non di tipo growl), Rinehart ha uno stile di voce più pulito, fortemente ancorato al metal classico. La band si sciolse nel 1992 e lui militò nella christian metal band Oil. È tornato nei Dark Angel nel 2004, anche se non è stato pubblicato un nuovo disco, per il momento.